# Ligne de Kiskőrös à Kalocsa
La ligne de Kiskőrös à Kalocsa ou ligne 153 est une ligne de chemin de fer de Hongrie. Elle relie Kiskőrös à Kalocsa.